# Смертний вирок (фільм, 1974)
«Смертний вирок» (англ. Death Sentence) — американський трилер за романом Еріка Романа, знятий для телебачення режисером Е. У. Свекхемером. У фільмі в невеликій, але яскравій ролі зіграв 33-річний Нік Нолті.

## Сюжет
Під час суду за обвинуваченням в убивстві член суду присяжних Сюзан Девіс переконується, що підсудний невинний. Але страшна догадка потрапляє в серце Сюзан: вбивця — її чоловік!

## У ролях
- Клоріс Ліхман — Сюзан Девіс
- Лоуренс Лакінбілл — Дон Девіс
- Нік Нолті — Джон Хілі
- Івонна Уайлдер — Елейн Крофт
- Алан Опенхаймер — Любелл
- Вільям Шаллерт — Таннер
- Ерб Воланд — Лоуелл Хайес
- Повний список акторів, які зіграли у фільмі дивіться на сайті IMDB

## Додаткові факти
- Нік Нолті знявся в ролі чоловіка-алкоголіка: роль свою він ніби списав зі своєї майбутньої біографії, алкоголізм і пристрасть до наркотиків стали його не просто хобі, але і образом життя.